# زهارا د لوس آتونس
زهارا د لوس آتونس (به اسپانیایی: Zahara de los Atunes) یک منطقهٔ مسکونی در اسپانیا است که در بارباته واقع شده‌است. زهارا د لوس آتونس ۱٬۲۰۰ نفر جمعیت دارد و ۱۲ متر بالاتر از سطح دریا واقع شده‌است.